# 重疊晃蓋螺
重疊晃蓋螺（学名：Cheilea tectumsinensis），是頭楯目頂蓋螺科晃盖螺属的一种。

## 型態描述
本物種體長可達12.35mm。

## 分佈
本物種分佈於台湾恆春，常栖息在潮间带岩礁。

## 外部連結
- 維基物種上的相關：重疊晃蓋螺